# Föryngring
Föryngring avser antingen de åtgärder som vidtas för att återbeskoga skogsmark efter slutavverkning eller resultatet av dessa åtgärder. Det finns i huvudsak tre alternativ, som ibland även kombineras:
- Plantering av antingen barrotsplantor eller täckrotsplantor.
- Sådd är mindre vanligt, men förekommer.
- Naturlig föryngring innebär att man vid avverkningen lämnar frötallar som får stå kvar och beså marken. Ett numera mycket ovanligt alternativ är självsådd med skogsbrukssättet blädning.

Skogsodling utförs med plantering eller sådd. Ofta används frö som framställts i fröplantager.
Det är inte ovanligt att problem med viltskador (särskilt älgbetning i tallplanteringar), snytbaggeangrepp, frost, torka eller dylikt leder till så hög avgång bland de nyetablerade plantorna att en hjälpplantering måste företagas.